# Рамляне (Бискупія)
Рамляне (хорв. Ramljane) — населений пункт у Хорватії, в Шибеницько-Книнській жупанії у складі громади Бискупія.

## Населення
Населення за даними перепису 2011 року становило 118 осіб.
Динаміка чисельності населення поселення:

## Клімат
Середня річна температура становить 12,76 °C, середня максимальна – 27,68 °C, а середня мінімальна – -2,66 °C. Середня річна кількість опадів – 910 мм.
| Клімат поселення                              | Клімат поселення | Клімат поселення | Клімат поселення | Клімат поселення | Клімат поселення | Клімат поселення | Клімат поселення | Клімат поселення | Клімат поселення | Клімат поселення | Клімат поселення | Клімат поселення | Клімат поселення |
| Показник                                      | Січ.             | Лют.             | Бер.             | Квіт.            | Трав.            | Черв.            | Лип.             | Серп.            | Вер.             | Жовт.            | Лист.            | Груд.            |                  |
| Середній максимум, °C                         | 9,51             | 10,56            | 13,68            | 17,46            | 22,21            | 25,96            | 27,68            | 27,54            | 22,80            | 18,00            | 12,72            | 9,42             |                  |
| Середня температура, °C                       | 3,42             | 4,48             | 7,59             | 11,37            | 16,12            | 19,88            | 23,03            | 22,89            | 18,14            | 13,37            | 8,07             | 4,77             |                  |
| Середній мінімум, °C                          | −2,66            | −1,61            | 1,50             | 5,28             | 10,02            | 13,79            | 18,38            | 18,23            | 13,48            | 8,72             | 3,42             | 0,12             |                  |
| Норма опадів, мм                              | 74               | 67               | 73               | 80               | 66               | 66               | 45               | 57               | 84               | 95               | 111              | 92               |                  |
| Середньомісячна швидкість вітру, м/с          | 1.60             | 1.83             | 2.10             | 2.09             | 1.88             | 1.68             | 1.68             | 1.52             | 1.58             | 1.58             | 1.82             | 1.80             |                  |
| Середньомісячна сонячна радіація, кДж/м²·день | 5263             | 7981             | 11612            | 16153            | 20151            | 22531            | 24189            | 21184            | 15826            | 10194            | 5641             | 4489             |                  |
| --------------------------------------------- | ---------------- | ---------------- | ---------------- | ---------------- | ---------------- | ---------------- | ---------------- | ---------------- | ---------------- | ---------------- | ---------------- | ---------------- | ---------------- |
| Джерело:                                      |                  |                  |                  |                  |                  |                  |                  |                  |                  |                  |                  |                  |                  |